# Карузо, Ди Джей
Дэниел Джон Карузо (англ. Daniel John «D.J.» Caruso) — американский режиссёр и продюсер. Режиссёр таких фильмов, как «Паранойя», «Деньги на двоих», «Забирая жизни», «Море Солтона», «На крючке» и «Три икса: Мировое господство».

## Биография
Карузо родился в городе Норуолк штата Коннектикут 17 января 1965 года. Окончил школу «Норуолк Хай» в 1983 и поступил в университет «Пеппердин». У него есть итальянские корни.
Карузо женат на Холли Кьюсперт с 6 июля 1991 года, у пары 5 детей.

## Карьера
Дебютом режиссёра стала картина «Море Солтона» с Вэлом Килмером в главной роли. Премьера состоялась в 2002 году.
В 2004 Карузо снял триллер «Забирая жизни» с Анджелиной Джоли, Итаном Хоуком и Кифером Сазерлендом. На экраны фильм вышел 16 марта 2004 года, не собрав ожидаемой суммы — достигнув показателя в 65,4 млн долларов. Однако показатели продаж на DVD дали неплохие результаты — фильм был лидером на протяжении трёх недель.
Следующий проект — спортивный триллер с Аль Пачино, Рене Руссо и Мэттью Макконахи, «Деньги на двоих» — вышел в прокат 7 октября 2005 года и собрал более 30,5 млн долларов при бюджете в 18 млн долларов. В продажу на DVD фильм поступил 17 января 2006 года.
В 2007 году Стивен Спилберг предложил Карузо снять триллер «Паранойя». Картина стала хитом, собрав более 117 миллионов при бюджете всего в 20 млн долларов. В фильме снялись Шайа Лабаф, Сара Ремер, Дэвид Морс, Аарон Ю и Керри-Энн Мосс. Премьера состоялась 13 апреля 2007 года, а на DVD картина вышла 7 августа того же года.
Триллер «На крючке» стал вторым проектом, над которым режиссёр работал с актёром Шайой Лабафом. Кроме того, роли сыграли Мишель Монаган, Билли Боб Торнтон и Розарио Доусон. На экраны фильм вышел 26 сентября 2008 года. Продюсером вновь выступил Стивен Спилберг.
В 2011 году состоялась премьера фантастического молодёжного боевика «Я — четвёртый» по одноимённой книге Джеймса Фрея и Джоби Хьюз. Где Ди Джей выступил режиссёром, а главную роль сыграл Алекс Петтифер.
Карузо выступил режиссёром фильма «Любовь искупительная» по роману Франсин Риверс 1991 года после того, как «влюбился в персонажей и историю, когда его жена познакомила его с романом». Премьера фильма должна была состояться весной 2021 года, но была перенесена на начало 2022 года.
В планах режиссёра экранизация комиксов «Preacher» и «Y. Последний мужчина» (в котором главную роль вновь сыграет Шайа Лабаф), а также кинематографическая версия игры Dead Space.
В 2015 году был назначен режиссёром запланированного фильма «G.I. Joe: Бросок кобры 3».

## Видеоклипы
Карузо также занимается съёмками видеоклипов:
- В 2007 году выпустил клип «Don’t Make Me Wait» для группы «This World Fair»
- В 2009 году срежиссировал клип «Sometime Around Midnight» для группы «Airborne Toxic Event»

## Фильмография
| Год       | Название                     | В оригинале                    | Примечания                      |
| --------- | ---------------------------- | ------------------------------ | ------------------------------- |
| 1996      | Виртуальная реальность       | VR.5                           | телесериал                      |
| 1996      | Прецедент                    | High Incident                  | телесериал                      |
| 1997      | Циклопы, детка               | Cyclops, Baby                  | короткометражный фильм          |
| 1998      | Бег чёрной кошки             | Black Cat Run                  | телевизионный фильм             |
| 1998      | Бадди Фаро                   | Buddy Faro                     | телесериал                      |
| 1999      | Китайский городовой          | Martial Law                    | телесериал                      |
| 1999      | Молитвы разума               | Mind Prey                      | телевизионный фильм             |
| 1999      | Оголение                     | The Strip                      | телесериал                      |
| 2001      | Тёмный ангел                 | Dark Angel                     | телесериал, 1 эпизод            |
| 2001      | Возвращение в Калифорнию     | Going To California            | телесериал                      |
| 2002      | Убойный отдел                | Robbery Homicide Division      | телесериал, 2 эпизода           |
| 2002      | Море Солтона                 | The Salton Sea                 | фильм, дебют; режиссёр          |
| 2002      | Тайны Смолвилля              | Smallville                     | телесериал, 1 эпизод; режиссёр  |
| 2002-2006 | Щит                          | The Shield                     | телесериал, 4 эпизода; режиссёр |
| 2004      | Забирая жизни                | Taking Lives                   | фильм; режиссёр                 |
| 2005      | Деньги на двоих              | Two For The Money              | фильм; режиссёр                 |
| 2005      | Там                          | Over There                     | телесериал, 1 эпизод; режиссёр  |
| 2007      | Паранойя                     | Disturbia                      | фильм; режиссёр                 |
| 2008      | На крючке                    | Eagle Eye                      | фильм; режиссёр                 |
| 2011      | Я — четвёртый                | I Am Number Four               | фильм; режиссёр                 |
| 2013      | Козлиный остров              | Standing Up                    | фильм; режиссёр                 |
| 2016      | Комната разочарований        | The Disappointments Room       | фильм; режиссёр                 |
| 2017      | Три икса: Мировое господство | xXx: The Return of Xander Cage | фильм; режиссёр                 |
| 2019      | Боишься ли ты темноты?       | Are You Afraid of the Dark?    | фильм; режиссёр                 |
| 2022      | Любовь искупительная         | Redeeming Love                 | фильм; режиссёр                 |
| 2022      | Взаперти                     | Shut In                        | фильм; режиссёр                 |
| 2024      | Дева Мария: Мать Христа      | Mary                           | фильм; режиссёр                 |